# Autodromo Enzo e Dino Ferrari
Autodromo Enzo e Dino Ferrari je automobilový okruh situovaný ve městě Imola, které se nachází v provincii Bologna. Okruh nese jméno Enza Ferrariho, zakladatele stejnojmenné automobilky a jeho syna Dina. Před smrtí Enza Ferrariho v roce 1988 byl pojmenován Autodromo Dino Ferrari.
Všeobecné známosti dosáhl pod jménem Autodromo di Imola, každé jaro hostí Grand Prix San Marina vozů Formule 1 a mnoho dalších automobilových a motocyklových podniků. V roce 1980 hostil také Grand Prix Itálie . Je jedním z mála okruhů na kterém se jezdí proti chodu hodinových ručiček.

## Historie okruhu
Tento okruh byl navržen koncem 40 let 20. století společností ESTI (Ente Sport e Turismo Imolese), byla to akce revitalizace poválečné situace v regionu.
Projektu se účastnila skupina přátel – Alfredo Campagnoli, Graziano Golinelli, Ugo Montevecchi a Gualtieri Vighi, později se připojuje Checco Costa.
Položení základního kamene se uskutečnilo 22. března 1950; první kolaudace proběhla 19. října když Enzo Ferrari testoval Ferrari 340 Sport za přítomnosti špičkových pilotů Alberta Ascariho, Giannina Marzotta e Luigiho Villorese. Při této příležitosti se na okruhu odehrál test motocyklu Gilera s šampionem Umberto Masettim.

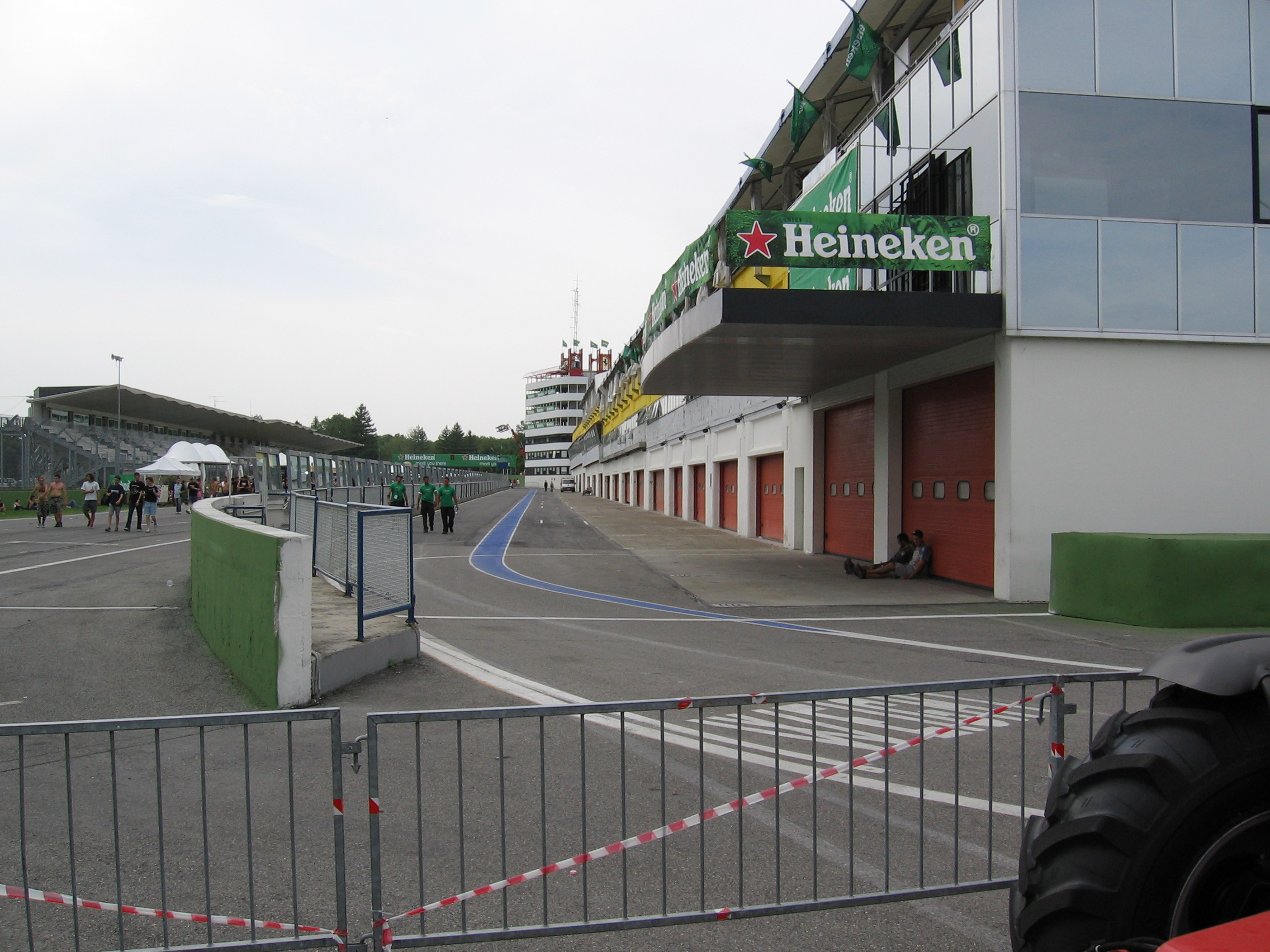
Boxová ulička v Imole

Ale opravdové slavnostní zahájení proběhlo až 25. dubna 1953, když se na okruhu uskutečnilo motocyklové mistrovství Itálie ve třídách 125 a 500 cc.
Automobily si svůj debut v Imole odbyly 20. června 1954 O Zlatou mušli Shell svedly boj sportovní vozy Ferrari e Maserati: Umberto Maglioli (Ferrari) zvítězil před Musitellim a Luigim Mussem kteří pilotovali Maserati.
21. dubna 1963 se na okruhu poprvé představila Formule 1, i když se jednal pouze o závody nezapočítávané do mistrovství světa. Tehdy zvítězil Jim Clark na voze Lotus.
Od roku 1970 autodrom nese jméno Dina Ferrariho, syna Enza Ferrariho, který předčasně zesnul v padesátých letech. Stalo se tak dva roky po zásadních změnách na trati, při kterých vznikly Variante Bassa a Variante Alta.
Konečně v roce 1979, přesně 16. září, v závodě nazvaném Grand Prix Dino Ferrari, začíná nová éra formule 1 na okruhu v Imole. Následující rok 14. září 1980, Imola hostí svůj první plnohodnotný závod formule 1: Grand Prix Itálie. Další rok se Velká cena vrací na okruh v Monze a Imola se stává sídlem Grand Prix San Marina.

## Formule 1
| No. | Rok  | Jezdec                | Konstruktér | Motor         | Pneu | Čas           | Délka kola | Počet kol | Rychlost     | Datum       | Grand Prix     |
| --- | ---- | --------------------- | ----------- | ------------- | ---- | ------------- | ---------- | --------- | ------------ | ----------- | -------------- |
| 1   | 1980 | Nelson Piquet         | Brabham     | Ford          | G    | 1:38:07,520 h | 5,040 km   | 60        | 184,906 km/h | 14. září    | Itálie         |
| 2   | 1981 | Nelson Piquet         | Brabham     | Ford          | M    | 1:51:23,970 h | 5,040 km   | 60        | 162,873 km/h | 3. květen   | San Marino     |
| 3   | 1982 | Didier Pironi         | Ferrari     | Ferrari       | G    | 1:36:38,887 h | 5,040 km   | 60        | 187,733 km/h | 25. duben   | San Marino     |
| 4   | 1983 | Patrick Tambay        | Ferrari     | Ferrari       | G    | 1:37:52,460 h | 5,040 km   | 60        | 185,381 km/h | 1. květen   | San Marino     |
| 5   | 1984 | Alain Prost           | McLaren     | Porsche (TAG) | M    | 1:36:53,679 h | 5,040 km   | 60        | 187,255 km/h | 6. květen   | San Marino     |
| 6   | 1985 | Elio de Angelis       | Lotus       | Renault       | G    | 1:34:35,955 h | 5,040 km   | 60        | 191,799 km/h | 2. srpen    | San Marino     |
| 7   | 1986 | Alain Prost           | McLaren     | Porsche (TAG) | G    | 1:32:28,408 h | 5,040 km   | 60        | 196,208 km/h | 27. duben   | San Marino     |
| 8   | 1987 | Nigel Mansell         | Williams    | Honda         | G    | 1:31:42,076 h | 5,040 km   | 59        | 194,562 km/h | 3. květen   | San Marino     |
| 9   | 1988 | Ayrton Senna          | McLaren     | Honda         | G    | 1:32:41,264 h | 5,040 km   | 60        | 195,754 km/h | 1. květen   | San Marino     |
| 10  | 1989 | Ayrton Senna          | McLaren     | Honda         | G    | 1:26:51,245 h | 5,040 km   | 58        | 201,939 km/h | 23. duben   | San Marino     |
| 11  | 1990 | Riccardo Patrese      | Williams    | Renault       | G    | 1:30:55,478 h | 5,040 km   | 61        | 202,876 km/h | 13. květen  | San Marino     |
| 12  | 1991 | Ayrton Senna          | McLaren     | Honda         | G    | 1:35:14,750 h | 5,040 km   | 61        | 193,671 km/h | 28. duben   | San Marino     |
| 13  | 1992 | Nigel Mansell         | Williams    | Renault       | G    | 1:28:40,927 h | 5,040 km   | 60        | 204,596 km/h | 17. květen  | San Marino     |
| 14  | 1993 | Alain Prost           | Williams    | Renault       | G    | 1:33:20,413 h | 5,040 km   | 61        | 197,625 km/h | 25. duben   | San Marino     |
| 15  | 1994 | Michael Schumacher    | Benetton    | Ford          | G    | 1:28:28,642 h | 5,040 km   | 58        | 198,234 km/h | 1. květen   | San Marino     |
| 16  | 1995 | Damon Hill            | Williams    | Renault       | G    | 1:41:42,552 h | 4,895 km   | 63        | 181,922 km/h | 30. duben   | San Marino     |
| 17  | 1996 | Damon Hill            | Williams    | Renault       | G    | 1:35:26,156 h | 4,892 km   | 63        | 193,761 km/h | 5. květen   | San Marino     |
| 18  | 1997 | Heinz-Harald Frentzen | Williams    | Renault       | G    | 1:31:00,673 h | 4,930 km   | 62        | 201,509 km/h | 27. duben   | San Marino     |
| 19  | 1998 | David Coulthard       | McLaren     | Mercedes      | B    | 1:34:24,593 h | 4,930 km   | 62        | 194,255 km/h | 26. duben   | San Marino     |
| 20  | 1999 | Michael Schumacher    | Ferrari     | Ferrari       | B    | 1:33:44,792 h | 4,930 km   | 62        | 195,630 km/h | 2. květen   | San Marino     |
| 21  | 2000 | Michael Schumacher    | Ferrari     | Ferrari       | B    | 1:31:39,776 h | 4,930 km   | 62        | 200,077 km/h | 9. duben    | San Marino     |
| 22  | 2001 | Ralf Schumacher       | Williams    | BMW           | M    | 1:30:44,817 h | 4,933 km   | 62        | 202,062 km/h | 15. duben   | San Marino     |
| 23  | 2002 | Michael Schumacher    | Ferrari     | Ferrari       | B    | 1:29:10,789 h | 4,933 km   | 62        | 206,190 km/h | 14. duben   | San Marino     |
| 24  | 2003 | Michael Schumacher    | Ferrari     | Ferrari       | B    | 1:28:12,058 h | 4,933 km   | 62        | 207,895 km/h | 20. duben   | San Marino     |
| 25  | 2004 | Michael Schumacher    | Ferrari     | Ferrari       | B    | 1:26:19,670 h | 4,933 km   | 62        | 212,406 km/h | 25. duben   | San Marino     |
| 26  | 2005 | Fernando Alonso       | Renault     | Renault       | M    | 1:27:41,921 h | 4,933 km   | 62        | 209,086 km/h | 24. duben   | San Marino     |
| 27  | 2006 | Michael Schumacher    | Ferrari     | Ferrari       | B    | 1:31:06,486 h | 4,933 km   | 62        | 202,323 km/h | 23. duben   | San Marino     |
|     |      |                       |             |               |      |               |            |           |              |             |                |
| 28  | 2020 | Lewis Hamilton        | Mercedes    | Mercedes      | P    | 1:28:32,430 h | 4,909 km   | 63        | 209,429 km/h | 1. listopad | Emilia Romagna |
| 29  | 2021 | Max Verstappen        | Red Bull    | Honda         | P    | 2:02:34,598 h | 4,909 km   | 63        | 151,276 km/h | 18. duben   | Emilia Romagna |
| 30  | 2022 | Max Verstappen        | Red Bull    | RBPT          | P    | 1:32:07,986 h | 4,909 km   | 63        | 201,404 km/h | 24. duben   | Emilia Romagna |
|     |      |                       |             |               |      |               |            |           |              |             | Emilia Romagna |
| 31  | 2024 | Max Verstappen        | Red Bull    | Honda RBPT    | P    | 1:25:25,252 h | 4,909 km   | 63        | 218,293 km/h | 19. květen  | Emilia Romagna |
| 32  | 2025 | Max Verstappen        | Red Bull    | Honda RBPT    | P    | 1:31:33,199 h | 4,909 km   | 63        | 202,537 km/h | 18. květen  | Emilia Romagna |

## Verze okruhu

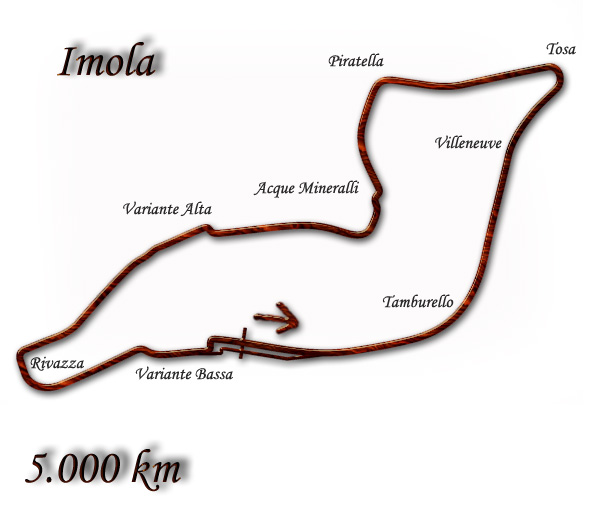
Trať v roce 1980
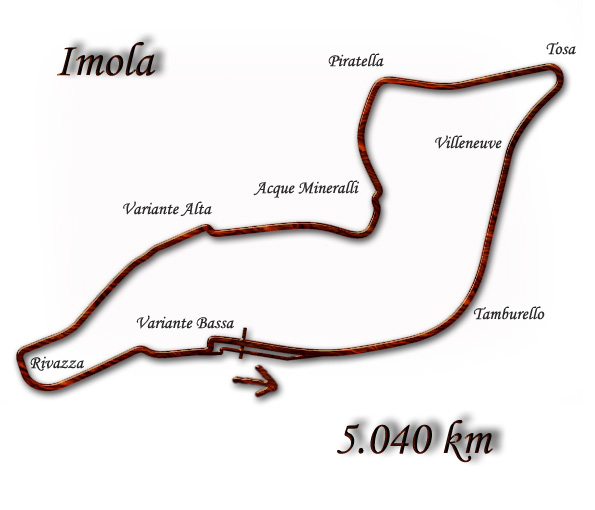
Imola od roku 1981
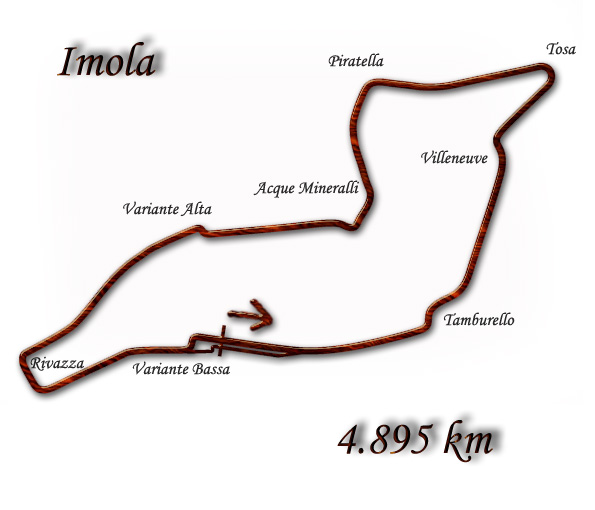
Trať v roce 1995
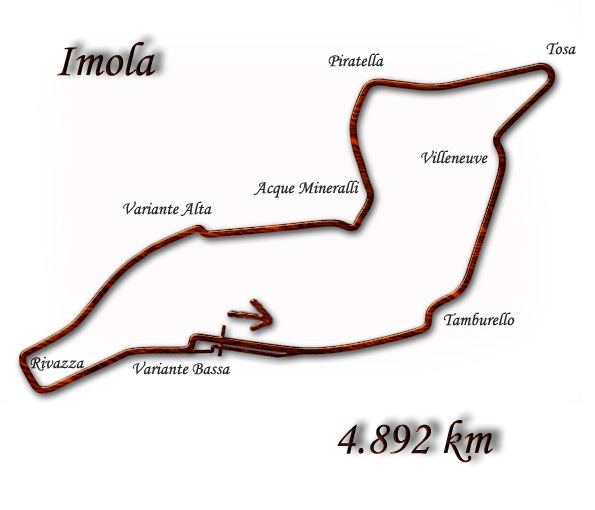
Trať v roce 1996
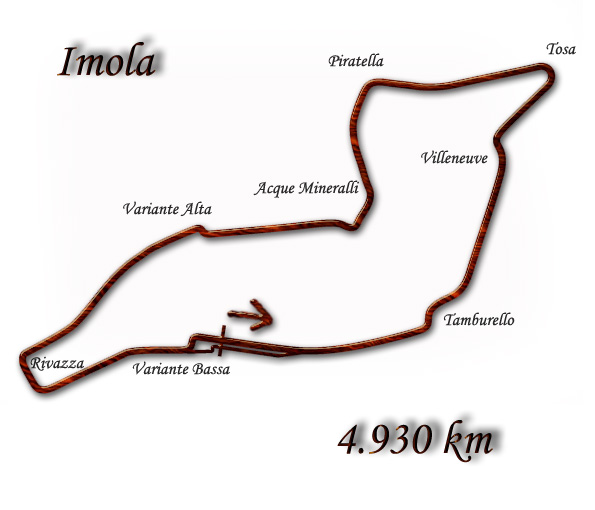
Trať od roku 1997
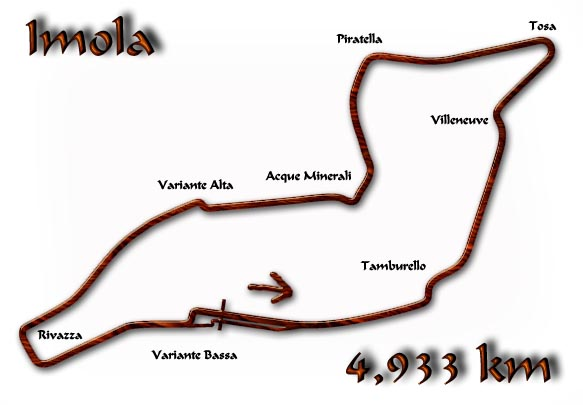
Imola od roku 2000
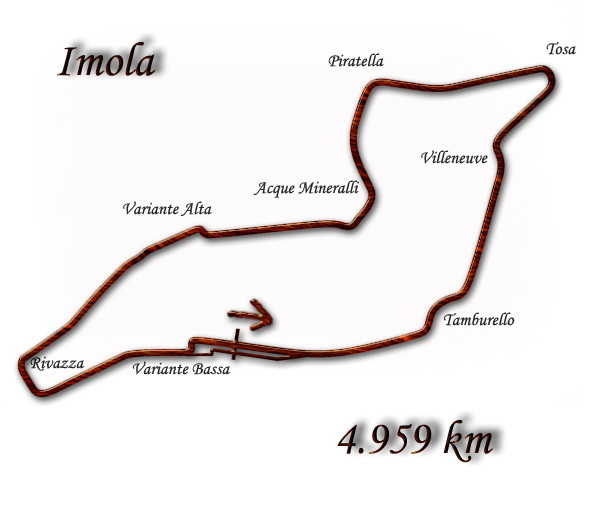
Trať v roce 2006
Trať v roce 2020